# Antonio Lozano Sagrera
Antonio Lozano Sagrera (Barcelona, 1974) es un escritor, periodista, crítico literario y traductor español.

## Biografía
Licenciado en Ciencias de la Comunicación por la Universidad Autónoma de Barcelona y doctorado en Humanidades en la Universidad Pompeu Fabra, ha trabajado como periodista y crítico en distintas publicaciones como Quimera y Qué Leer y actualmente colabora en Librújula, el suplemento Cultura/s, el Magazine de La Vanguardia, el suplemento RAR del diario Ara, en la edición en catalán de El País, en las revistas Esquire, Woman y SModa y en la revista digital de cine CLAPP.
Lozano es coautor de las novelas Nuestra historia (1911-2011) (Seix Barral, 2011) y, junto con Álvaro Colomer, de la trilogía juvenil Terror en la red (Edebé), autor de seis libros infantiles y traductor de novela negra, novela juvenil, novela gráfica, ensayo, memorias y libro práctico. Asimismo, coordina el club de lectura del Centro de Cultura Contemporánea de Barcelona (CCCB) y el de la biblioteca Agustí Centelles y forma parte del jurado del Premio RBA de Novela Policiaca.